# Jupp Messinger

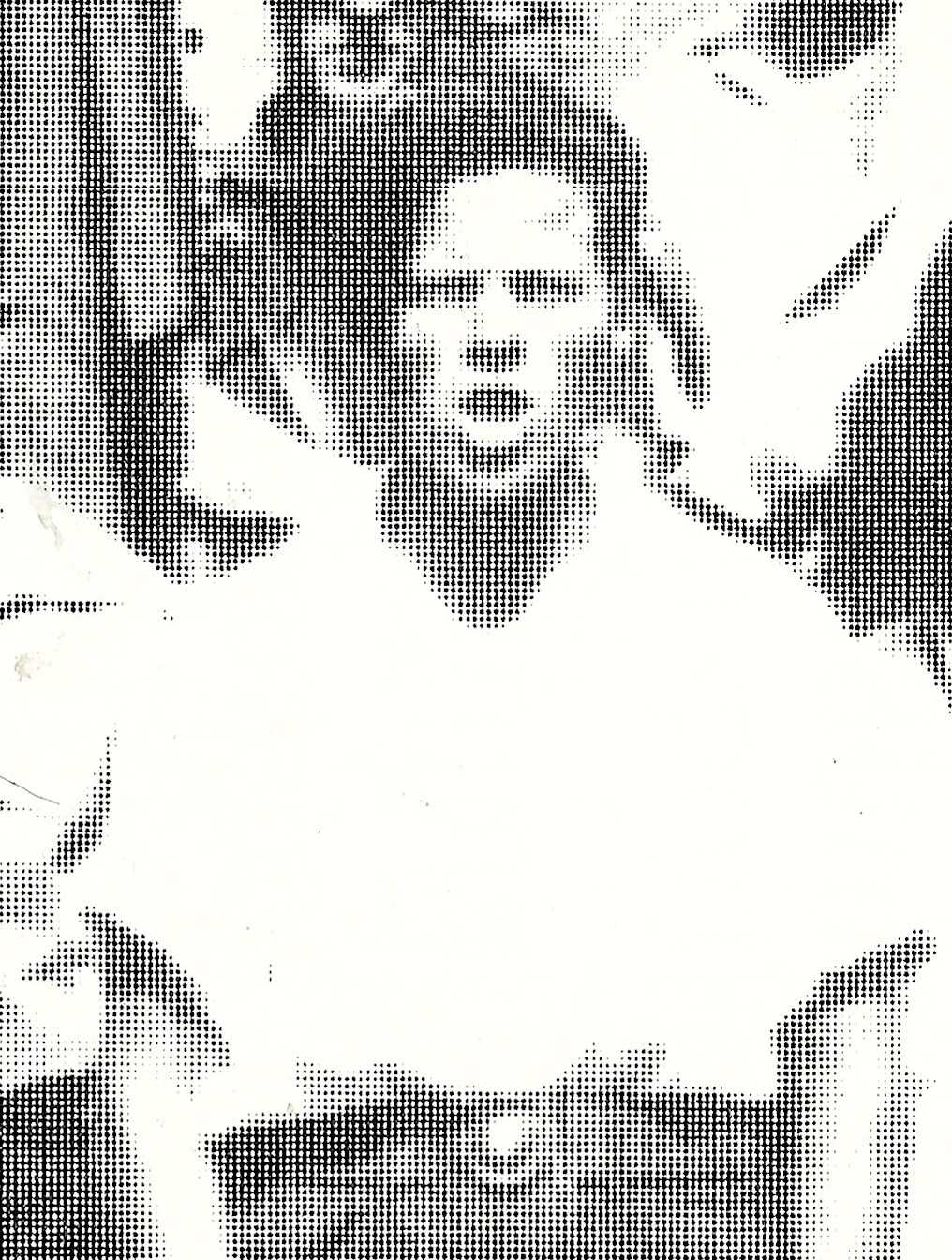
Jupp Messinger um 1932

Josef „Jupp“ Messinger (* 12. Februar 1907 in Beuel; † 11. Juli 1933 in Bonn) war ein deutscher Arbeiter. Er gilt nach seinem Genossen Otto Renois als zweites Todesopfer des NS-Regimes in Bonn.

## Leben und Wirken
Messinger betätigte sich seit den 1920er Jahren in der kommunistischen Bewegung. In Bonn leitete er seit etwa 1928 den Kampfbund gegen den Faschismus.
Am 7. Dezember 1930 nahm Messinger an einer Straßenschlacht zwischen Kommunisten und Nationalsozialisten in Bonn teil, bei der der SA-Mann Klaus Clemens getötet wurde („blutiger Sonntag“). Messinger, der im Verdacht stand, an der Tat beteiligt gewesen zu sein, wurde verhaftet und im Zusammenhang mit der Tötung Clemens’ angeklagt. In seinem Prozess im Jahr 1931 wurde er jedoch freigesprochen.
Kurz nach dem Machtantritt der Nationalsozialisten im Frühjahr 1933 wurde Messinger am 1. März 1933 zusammen mit seinem Bruder Hermann verhaftet und mit zahlreichen anderen Kommunisten in das Bonner Gefängnis in der Wilhelmstraße verschleppt. Zu Verhören wurde er in das Bonner SS-Quartier in der Viktoriastraße (heutiges Oscar-Romero-Haus in der Heerstraße) gebracht. Als Folge der Folter, der er dort unterworfen wurde, kam er schließlich zu Tode. In der Presse wurde demgegenüber zu Verschleierungszwecken bekannt gegeben, Messinger habe sich in seiner Zelle durch Erhängen suizidiert.

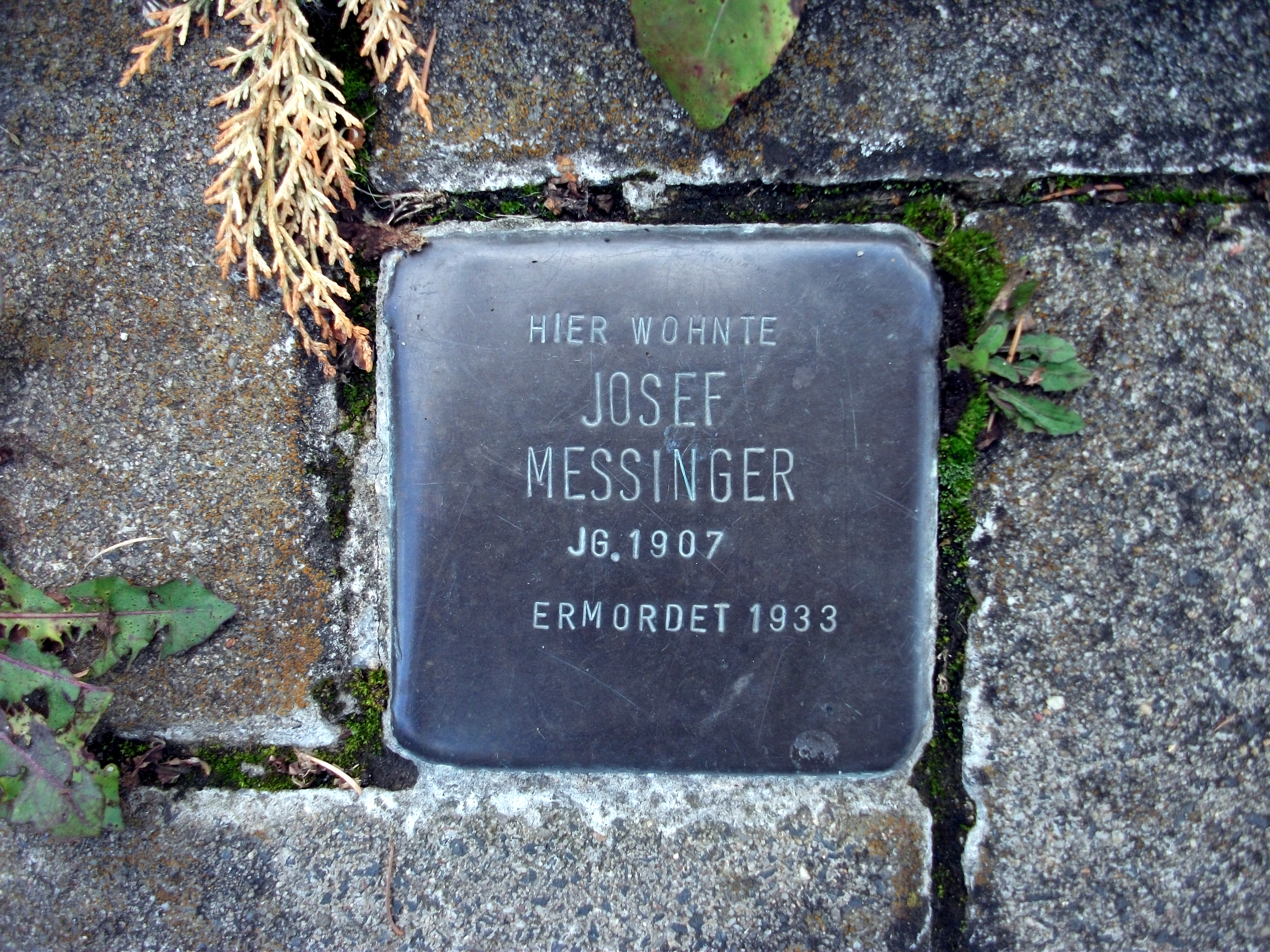
Stolperstein Am Finkenberg 1

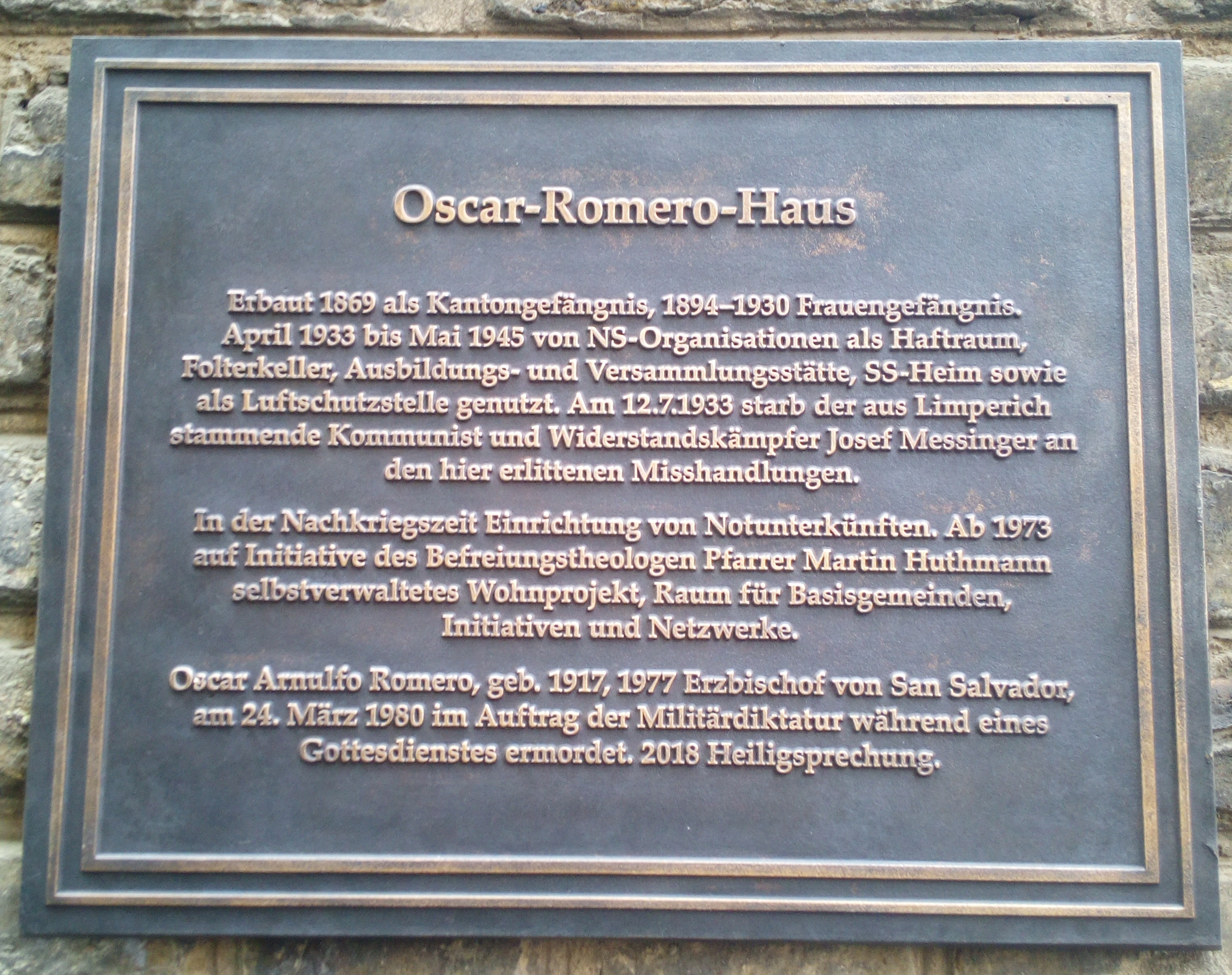
Gedenktafel am Oscar-Romero-Haus

Seit 2003 erinnert ein Stolperstein vor seinem letzten Wohnhaus Am Finkenberg 1 in Bonn an Messingers Leben und Ermordung. 2020 wurde am Oscar-Romero-Haus eine Gedenktafel installiert.

## Filme
- Geschichtswerkstatt Bonn-Beuel: Jupp Messinger. Ermordet 11. Juli 1933, 1989.

## Sonstiges
In den 1990er Jahren benannte eine linksextreme Gruppe, die sich wahrscheinlich aus Angehörigen des Bonner antifaschistischen/autonomen Spektrums zusammensetzte, nach Messinger als „Gruppe Jupp Messinger“. Die Gruppe bezichtigte sich selbst in einem „Selbstverständnis-Papier“ (Überschrift: „[…] dies ist ein Aufruf zur Gewalt!“) von 1994, seit Herbst 1993 fünf Brandsatz-Anschläge verübt zu haben und solidarisierte sich mit den Antiimperialistischen Zellen (AIZ). Weiter bekannte sie sich zu illegalen Aktionen als zweckmäßigem Mittel zum Aufbau einer „revolutionären Gegenmacht“.